# 200a Brigada Mixta (Exèrcit Popular de la República)
La 200a Brigada Mixta va ser una de les Brigades Mixtes creades per l'Exèrcit Popular de la República per a la defensa de la Segona República Espanyola. Durant la seva curta existència va estar destinada al front de Madrid, on el va sorprendre el final de la guerra.

## Historial
Va ser constituïda al maig de 1938, en la zona del I Cos d'Exèrcit amb comandaments i efectius procedents de la 31a Brigada Mixta, a més de 2 batallons ja veterans de les Brigades Mixtes 27a i 99a. En principi la unitat va rebre la denominació de «333a Brigada Mixta», que després va canviar a la seva numeració definitiva. Durant la seva existència, el seu únic cap va ser el Major de milícies Germán Paredes García. El mes d'octubre a Brigada es va traslladar a la zona de Torrelodones-Hoyo de Manzanares, on va continuar la instrucció. Amb posterioritat quedaria agregada a la 65a Divisió. El 7 de novembre va entrar en la primera línia de combat del sector delimitat per Cabañas de Yepes, Yepes, Ocaña i Huerta de Valderrábanos.
El 4 de gener de 1939 es trobava a El Escorial en preparació d'una ofensiva per a intentar trencar les línies nacionals en l'àrea de Brunete-Quijorna, en suport del l'ofensiva republicana a Extremadura que s'anava a produir per aquestes dates. El dia 15 la unitat va entrar en combat en la zona Colmenarejo-Galapagar però el 22 de gener va haver de ser retirada a rereguarda i traslladada a Collado Villalba i Buitrago davant l'elevat número baixes que va sofrir: 514 morts o ferits i 23 desercions. L'atac en aquest sector va resultar un fracàs absolut i la 200a BM va quedar tan malparada que va romandre situada en la rereguarda durant la resta de la contesa. Finalment, la Brigada quedaria dissolta el 28 de març de 1939, quan es va produir la rendició de les forces republicanes del Front de Madrid.

## Comandaments
Comandants
- Major de milícies Germán Paredes García;[3]

Comissaris
En la seva breu existència la Brigada va tenir 4 comissaris:
- Antonio Díaz;
- Antonio Beltrán;
- Jesús García Gómez;
- Antonio Ivars;